# Список приходов Луизианы
Американский штат Луизиана подразделяется на 64 прихода (англ. parishes, фр. paroisses) подобно тому, как 48 других штатов подразделяются на округа. Другим подобным исключением является Аляска, которая вместо округов подразделяется на боро и районы переписи.
41 приход управляется советом, называемым полицейским жюри. Оставшиеся 23 прихода имеют различные формы самоуправления, среди которых: президентский совет, управляющий совет, комиссия прихода и объединение прихода/города.

## История
Луизиана была образована из частей испанской и французской колоний, в которых католицизм имел статус официальной религии. Местное колониальное правительство использовало деление, основанное на церковных приходах (фр. paroisse; исп. parroquia).
Вслед за Луизианской покупкой 1803 года местный законодательный совет разделил Орлеанскую территорию (предшественника штата Луизиана) на 12 округов. Границы этих округов были обозначены недостаточно ясно и примерно совпали с границами колониальных приходов, поэтому и получили те же названия.
31 марта 1807 года законодательная власть территории создала 19 приходов, при этом не упразднив старые округа (которые продолжали существовать до 1845 года). В 1811 году состоялся конституционный съезд, предваряющий вхождение Луизианы в Союз. На нем новообразованный штат был поделен на семь судебных районов, каждый из которых состоял из группы приходов. На первой официальной карте штата 1816 года использовалось слово приход, как и в конституции 1845 года. С тех пор основные гражданские административные единицы Луизианы называются приходами.

## Список приходов
| Приход                                        | FIPS | Адм. центр прихода     | Дата основания | Образован | Этимология | Население | Площадь (кв. миль) | Карта |
| --------------------------------------------- | ---- | ---------------------- | -------------- | --- | --- | --------- | ------------------ | ----- |
| Акейдия (Acadia)                              | 001  | Кроули                 | 1886           | Выделен из прихода Сент-Ландри.                                                                                     | Назван в честь заселивших данную область акадийцев.                                                                                   | 61773     | 658                |       |
| Аллен (Allen)                                 | 003  | Оберлин                | 1912           | Выделен из прихода Калкашу.                                                                                         | Генри Уоткинс Аллен — губернатор Луизианы времен Конфедерации                                                                         | 25764     | 766                |       |
| Асеншен (Ascension)                           | 005  | Доналдсонвилл          | 1807           | Один из 19 первоначальных приходов.                                                                                 | По названию Католической церкви Вознесения (англ. ascension) Господня в Доналдсонвилле                                                | 107215    | 303                |       |
| Ассампшен (Assumption)                        | 007  | Наполеонвилл           | 1807           | Один из 19 первоначальных приходов.                                                                                 | Назван в честь старейшей в штате Римско-католической церкви Взятия Пресвятой Девы Марии в небесную славу                              | 23421     | 364                |       |
| Авойелс (Avoyelles)                           | 009  | Марксвилл              | 1807           | Один из 19 первоначальных приходов.                                                                                 | Авойл — название одного из племён коренных жителей.                                                                                   | 42073     | 866                |       |
| Борегард (Beauregard)                         | 011  | Де-Риддер              | 1912           | Выделен из прихода Калкашу.                                                                                         | Генерал КША Р. Борегар | 35654     | 1166               |       |
| Бьенвилл (Bienville)                          | 013  | Аркейдия               | 1848           | Выделен из прихода Клейборн.                                                                                        | Назван в честь основателя Нового Орлеана, Жан-Батиста Ле-Муана де Бьенвиля                                                            | 14353     | 822                |       |
| Божер (Bossier)                               | 015  | Бентон                 | 1843           | Выделен из прихода Клэйборн.                                                                                        | Член палаты представителей Пьер Босье                                                                                                 | 116979    | 867                |       |
| Каддо (Caddo)                                 | 017  | Шривпорт               | 1838           | Выделен из прихода Накитош.                                                                                         | Каддо — название одного из племён коренных жителей.                                                                                   | 254969    | 937                |       |
| Калкашу (Calcasieu)                           | 019  | Лейк-Чарльз            | 1840           | Выделен из прихода Сент-Ландри.                                                                                     | На языке атакапа калкашу означает кричащий орёл. Предполагаемое имя одного из лидеров местных племён.                                 | 192768    | 1094               |       |
| Колдуэлл (Caldwell)                           | 021  | Колумбия               | 1838           | Выделен из приходов Катахула и Уошито.                                                                              | Назван в честь семьи Колдуэллов, которая владела большой плантацией и обладала значительным политическим влиянием в штате.            | 10132     | 541                |       |
| Камерон (Cameron)                             | 023  | Камерон                | 1870           | Выделен из приходов Калкашу и Вермилион.                                                                            | Военный министр США Саймон Кэмерон | 6839      | 1932               |       |
| Катахула (Catahoula)                          | 025  | Харрисонбург           | 1808           | Выделен из приходов Уошито и Рапид.                                                                                 | Озеро Катахула, ранее находившееся в границах прихода. На языке местного племени тенса слово означает «большое чистое озеро».         | 10407     | 739                |       |
| Клейборн (Claiborne)                          | 027  | Хомер                  | 1828           | Выделен из прихода Накитош.                                                                                         | Губернатор Луизианы Уильям Клейборн                                                                                                   | 17195     | 768                |       |
| Конкордия (Concordia)                         | 029  | Видейлия               | 1807           | Один из 19 первоначальных приходов.                                                                                 | Этимология до конца не выяснена | 20822     | 749                |       |
| Де-Сото (De Soto)                             | 031  | Мэнсфилд               | 1843           | Выделен из приходов Каддо и Накитощ.                                                                                | Испанский первооткрыватель Эрнандо де Сото                                                                                            | 26656     | 895                |       |
| Ист-Батон-Руж (East Baton Rouge)              | 033  | Батон-Руж              | 1810           | Из территории западной Флориды.                                                                                     | Bâton rouge по-французски означает красная палка. Красные колья использовались местными племенами для обозначения межплеменных границ | 440171    | 471                |       |
| Ист-Карролл (East Carroll)                    | 035  | Лейк-Провиденс         | 1877           | При разделении прихода Карролл.                                                                                     | Чарльз Карролл Карроллтонский — один из деятелей, подписавших Декларацию независимости США                                            | 7759      | 442                |       |
| Ист-Фелишиана (East Feliciana)                | 037  | Клинтон                | 1824           | При разделении прихода Фелисиана.                                                                                   | Фелисите де Гальвес — жена Бернардо де Гальвеса, испанского губернатора Луизианы                                                      | 20267     | 456                |       |
| Эванджелин (Evangeline)                       | 039  | Вилл-Платт             | 1910           | Выделен из прихода Сент-Ландри.                                                                                     | Героиня-акадианка поэмы Генри Уодсворта «Евангелина: История об Акадии»                                                               | 33984     | 680                |       |
| Франклин (Franklin)                           | 041  | Уинсборо               | 1843           | Выделен из приходов Карролл, Катахула, Мэдисон и Уошито.                                                            | Отец-основатель Бенджамин Франклин | 20767     | 636                |       |
| Грант (Grant)                                 | 043  | Колфакс                | 1869           | Выделен из приходов Рапид и Уинн                                                                                    | Президент США Улисс Грант | 22309     | 664                |       |
| Айбирия (Iberia)                              | 045  | Нью-Айбирия            | 1868           | Выделен из приходов Сент-Мартин и Сент-Мэри                                                                         | Назван испанскими переселенцами в честь Иберийского полуострова                                                                       | 73240     | 1031               |       |
| Айбервилл (Iberville)                         | 047  | Плакмин                | 1807           | Один из 19 первоначальных приходов                                                                                  | Первооткрыватель Пьер Лемуан д’Ибервиль — брат губернатора Луизианы Жан-Батиста Ле-Муана де Бьенвиля                                  | 33387     | 653                |       |
| Джэксон (Jackson)                             | 049  | Джонсборо              | 1845           | Выделен из приходов Клейборн, Уошито и Юнион                                                                        | Президент США Эндрю Джексон | 16274     | 580                |       |
| Джефферсон (Jefferson)                        | 051  | Гретна                 | 1825           | Выделен из прихода Орлеан                                                                                           | Отец-основатель Томас Джефферсон | 432552    | 642                |       |
| Джефферсон-Дейвис (Jefferson Davis)           | 053  | Дженнингс              | 1912           | Выделен из прихода Калкашу.                                                                                         | Джефферсон Дэвис — первый и единственный президент КША                                                                                | 31594     | 659                |       |
| Лафейетт (Lafayette)                          | 055  | Лафейетт               | 1823           | Выделен из прихода Сент-Мартин.                                                                                     | Рождённый во Франции герой Американской революции маркиз Лафайет                                                                      | 221578    | 270                |       |
| Лафурш (Lafourche)                            | 057  | Тибодо                 | 1807           | Один из 19 первоначальных приходов. До 1812 года назывался Внутренним приходом, затем до 1853 — Внутренним Лафуршем | Французская фраза la fourche означающая вилы; Bayou Lafourche — мелководная дельта реки Миссисипи                                     | 96318     | 1472               |       |
| Ла-Салл (La Salle)                            | 059  | Джена                  | 1910           | Выделен из западной части прихода Катахула                                                                          | Первооткрыватель Рене-Робер Кавелье де Ла Саль                                                                                        | 14890     | 663                |       |
| Линкольн (Lincoln)                            | 061  | Растон                 | 1873           | Выделен из приходов Бьенвилл, Клейборн, Джексон и Юнион.                                                            | Президент США Авраам Линкольн | 46735     | 472                |       |
| Ливингстон (Livingston)                       | 063  | Ливингстон             | 1832           | Выделен из прихода Сент-Хелена.                                                                                     | Госсекретарь США Эдвард Ливингстон, брат Роберта Ливингстона, участвовавшего в обсуждении Луизианской покупки                         | 128026    | 703                |       |
| Мадисон (Madison)                             | 065  | Таллула                | 1838           | Выделен из прихода Конкордия.                                                                                       | Президент США Джеймс Мэдисон | 12093     | 651                |       |
| Морхаус (Morehouse)                           | 067  | Бастроп                | 1844           | Выделен из приходов Карролл и Уошито.                                                                               | Эбрахам Морхаус, приведший первых поселенцев к этому месту                                                                            | 27979     | 805                |       |
| Накитош (Natchitoches)                        | 069  | Накитош                | 1807           | Один из 19 первоначальных приходов.                                                                                 | Накитош — название одного из племён коренных жителей.                                                                                 | 39566     | 1299               |       |
| Орлеанс (Orleans)                             | 071  | Новый Орлеан           | 1807           | Один из 19 первоначальных приходов. На сегодняшний день административно объединён с городом Новый Орлеан.           | Назван в честь герцога Орлеанского — регента Франции                                                                                  | 343829    | 350                |       |
| Уошито (Ouachita)                             | 073  | Монро                  | 1807           | Один из 19 первоначальных приходов.                                                                                 | Уошито — название одного из племён коренных жителей.                                                                                  | 153720    | 633                |       |
| Плакминс (Plaquemines)                        | 075  | Пойнт-а-ла-Хаш         | 1807           | Один из 19 первоначальных приходов.                                                                                 | Слово, означающее хурму на креольском французском языке Луизианы                                                                      | 23042     | 2429               |       |
| Пойнт-Купи (Pointe-Coupée)                    | 077  | Нью-Родс               | 1807           | Один из 19 первоначальных приходов.                                                                                 | По-французски la pointe coupée означает режущий наконечник, что символизирует резкий изгиб реки Миссисипи в этой местности            | 22802     | 591                |       |
| Рапидс (Rapides)                              | 079  | Алегзандрия            | 1807           | Один из 19 первоначальных приходов.                                                                                 | Назван в честь небольшой местной реки Рапид (фр. «быстрая»)                                                                           | 131613    | 1362               |       |
| Ред-Ривер (Red River)                         | 081  | Кушатта                | 1871           | Выделен из приходов Бьенвилл, Божер, Каддо и Накитош.                                                               | Назван в честь реки Ред-Ривер — притока Миссисипи                                                                                     | 9091      | 402                |       |
| Ричленд (Richland)                            | 083  | Рейвилл                | 1868           | Выделен из приходов Карролл, Франклин, Морхаус и Уошито.                                                            | По-английски rich land означает богатая земля                                                                                         | 20725     | 564                |       |
| Сабин (Sabine)                                | 085  | Мени                   | 1843           | Выделен из приходов Каддо и Накитош.                                                                                | Назван в честь реки Сабин | 24233     | 1012               |       |
| Сент-Бернард (Saint Bernard)                  | 087  | Шалметт                | 1807           | Один из 19 первоначальных приходов.                                                                                 | Бернард Клервоский — святой покровитель Бернардо де Гальвеса — испанского губернатора Луизианы                                        | 35897     | 1794               |       |
| Сент-Чарльз (Saint Charles)                   | 089  | Ханвилл                | 1807           | Один из 19 первоначальных приходов.                                                                                 | Карло Борромео | 52780     | 410                |       |
| Сент-Хелина (Saint Helena)                    | 091  | Гринсберг              | 1810           | Из территории западной Флориды.                                                                                     | Святая Елена | 11203     | 409                |       |
| Сент-Джеймс (Saint James)                     | 093  | Конвент                | 1807           | Один из 19 первоначальных приходов.                                                                                 | Иаков Зеведеев | 22102     | 258                |       |
| Сент-Джон-те-Баптист (Saint John the Baptist) | 095  | Эдгард                 | 1807           | Один из 19 первоначальных приходов.                                                                                 | Иоанн Креститель | 45924     | 348                |       |
| Сент-Ландри (Saint Landry)                    | 097  | Опелусас               | 1807           | Один из 19 первоначальных приходов.                                                                                 | Ландри Парижский | 83384     | 939                |       |
| Сент-Мартин (Saint Martin)                    | 099  | Сент-Мартинвилл        | 1807           | Один из 19 первоначальных приходов.                                                                                 | Мартин Турский | 52160     | 817                |       |
| Сент-Мэри (Saint Mary)                        | 101  | Франклин               | 1811           | Выделен из прихода Сент-Мартин.                                                                                     | Святая Мария. | 54650     | 612                |       |
| Сент-Таммани (Saint Tammany)                  | 103  | Ковингтон              | 1810           | Из территории западной Флориды.                                                                                     | Легендарный индейский вождь Таманенд.                                                                                                 | 233740    | 1124               |       |
| Танджипахоа (Tangipahoa)                      | 105  | Амит                   | 1869           | Выделен из приходов Ливингстон, Сент-Хелена, Сент-Таммани и Вашингтон.                                              | Слово на языке народа аколаписса означает ухо зерна или сборщик зерна                                                                 | 121097    | 823                |       |
| Тенсо (Tensas)                                | 107  | Сент-Джозеф            | 1843           | Выделен из прихода Конкордия.                                                                                       | Тенса — название одного из племён коренных жителей.                                                                                   | 5066      | 641                |       |
| Тербонн (Terrebonne)                          | 109  | Хума                   | 1822           | Выделен из прихода Внутренний Лафурш.                                                                               | По-французски terre bonne означает хорошая земля                                                                                      | 111860    | 2080               |       |
| Юнион (Union)                                 | 111  | Фармервилл             | 1839           | Выделен из прихода Уошито.                                                                                          | Назван в честь союза между Соединёнными Штатами Америки                                                                               | 22721     | 905                |       |
| Вермилион (Vermilion)                         | 113  | Аббевилл               | 1844           | Выделен из прихода Лафейетт.                                                                                        | По названию Вермилион (река) и залива Вермилион                                                                                       | 57999     | 1538               |       |
| Вернон (Vernon)                               | 115  | Лисвилл                | 1871           | Выделен из приходов Накитош, Рапид и Сабин.                                                                         | Плантация на горе Вернон — дом Джорджа Вашингтона — первого президента США                                                            | 52334     | 1341               |       |
| Вашингтон (Washington)                        | 117  | Франклинтон            | 1819           | Выделен из прихода Сент-Таммани.                                                                                    | Президент США Джордж Вашингтон | 47168     | 676                |       |
| Уэбстер (Webster)                             | 119  | Минден                 | 1871           | Выделен из приходов Бьенвилл, Божер и Клейборн.                                                                     | Государственный деятель США Дэниэл Уэбстер                                                                                            | 41207     | 615                |       |
| Уэст-Батон-Руж (West Baton Rouge)             | 121  | Порт-Аллен             | 1807           | Один из 19 первоначальных приходов. До 1812 года назывался просто «Батон-Руж».                                      | Bâton rouge по-французски означает красная палка. Красные колья использовались местными племенами для обозначения межплеменных границ | 23788     | 203                |       |
| Уэст-Карролл (West Carroll)                   | 123  | Оук-Грув, Уэст-Карролл | 1877           | При разделении прихода Карролл.                                                                                     | Чарльз Карролл Карроллтонский — один из деятелей, подписавших Декларацию независимости США                                            | 11604     | 360                |       |
| Уэст-Фелишиана (West Feliciana)               | 125  | Сент-Франсисвилл       | 1824           | При разделении прихода Фелисиана.                                                                                   | Фелисите де Гальвес — жена Бернардо де Гальвеса, испанского губернатора Луизианы                                                      | 15625     | 1051               |       |
| Уинн (Winn)                                   | 127  | Уинфилд                | 1852           | Выделен из приходов Катахула, Накитош и Рапид.                                                                      | Уолтер Уинн — законодатель штата Луизиана                                                                                             | 15313     | 957                |       |